# Robert Gottlieb
Robert Adams Gottlieb (Nueva York, 29 de abril de 1931-Nueva York, 14 de junio de 2023) fue un escritor y editor estadounidense. Fue editor en jefe de Simon & Schuster, Alfred A. Knopf, y The New Yorker.

## Primeros años y educación
Robert Gottlieb nació en una familia judía en Nueva York en 1931 y creció en Manhattan. Durante su infancia, el «era el clásico niño judío ambicioso y trabajador de Brooklyn. Quería superar lo hecho por mis padres. Era simplemente la forma cómo las cosas eran».  Su segundo nombre se le puso en honor de su tío, Arthur Adams de quien se sabe hoy que había sido un espía soviético.
Gottlieb se graduó de Columbia University en 1952, y pasó dos años en Cambridge University antes de unirse a Simon & Schuster en 1955.

## Carrera
Gottlieb se unió a Simon & Schuster en 1955 como un asistente editorial de Jack Goodman, el editor en jefe. En 10 años él se convertiría en el editor en jefe. En esa editorial, el descubrimiento más notable de Gottlieb, al que él editó, fue Catch-22, por el entonces desconocido Joseph Heller.
En 1968, Gottlieb junto con Nina Bourne y Anthony Schulte, se fueron a Alfred A. Knopf como editor en jefe; poco después se convirtió en presidente. Se fue en 1987 para suceder a William Shawn como editor de The New Yorker, quedándose en esa posición hasta 1992. Luego de su salida de The New Yorker, Gottlieb regresó a Alfred A. Knopf como editor ex officio.
Fue un frecuente contribuyente de The New York Review of Books, The New Yorker, y The New York Times Book Review, y fue crítico de danza para The New York Observer desde 1999. Fue el autor de las biografías de George Balanchine, Sarah Bernhardt, y la familia de Charles Dickens, así como de una colección de sus ensayos críticos. A Certain Style, el libro lujosamente ilustrado de Gottlieb sobre las bolsas plásticas de las que es coleccionista, fue publicado por Alfred A. Knopf. Editó tres antologías mayores: Reading Jazz, Reading Dance, y (con Robert Kimball) Reading Lyrics.
Gottlieb sufrió críticas por haber rechazado A Confederacy of Dunces de John Kennedy Toole, un libro que luego ganó el Premio Pulitzer cuando fue publicado de manera póstuma luego del suicidio del autor.
Su autobiografía, Avid Reader: A Life, fue publicada en septiembre de 2016.

## Editor
«Gottlieb es considerado ampliamente como uno de los mas grandes editores de la segunda mitad del siglo XX,» es una afirmación escrita en la nota de prensa que promovía la autobiografía de Gottlieb de 2015, Avid Reader: A Life.
Gottlieb editaba novelas de John Cheever, Doris Lessing, Chaim Potok, Charles Portis, Salman Rushdie, John Gardner, Len Deighton, John le Carré, Ray Bradbury, Elia Kazan, Margaret Drabble, Michael Crichton, Mordecai Richler y Toni Morrison, y libros de no ficción de Bill Clinton, Janet Malcolm, Katharine Graham, Nora Ephron, Katharine Hepburn, Barbara Tuchman, Jessica Mitford, Robert Caro, Antonia Fraser, Lauren Bacall, Liv Ullmann, Paul Simon, Bob Dylan, Bruno Bettelheim, Carl Schorske, y muchos otros.
En una entrevista de 1994 con The Paris Review, Gottlieb describió su necesidad de "rendirse" a un libro. "Mientras más te rindes," dijo, "mas discordantes aparecen sus errores. Leo un manuscrito muy rápido, una vez que lo entiendo. Usualmente no usaría un lápiz la primera vez porque sólo lo estoy leyendo en busca de impresiones. Cuando lea el final, llamaré al escritor y le diré que pienso que esta muy bien (o lo que sea), pero creo que hay problemas aquí y aquí. En ese punto, yo no sé porque lo creo, sólo lo creo. Luego regreso y leo el manuscrito de nuevo, mas lentamente, y encuentro y marco los lugares donde he tenido reacciones negativas para tratar de ver qué es lo que esta mal. La segunda vez pienso acerca de soluciones - tal vez esto necesita expanderse, tal vez hay mucho de esto o aquello otro esta confuso."

## Danza
Por muchos años, Gottlieb estuvo asociado con el New York City Ballet, sirviendo como un miembro de su directorio. Publicó varios libros de personas del mundo de la danza, incluyendo Mikhail Baryshnikov y Margot Fonteyn. Fue también un miembro de la Junta de Fideicomisarios del Miami City Ballet.

## Vida personal
Gottlieb se casó con Muriel Higgins en 1952; tuvieron un hijo, Roger. En 1969, Gottlieb se casó con Maria Tucci, una actriz cuyo padre, el novelista Niccolò Tucci, fue uno de los escritores de Gottlieb. Ellos tuvieron dos hijos: Lizzie Gottlieb, una directora de películas, y Nicholas (Nicky), quien es el sujeto de uno de los documentales de su hermana, Today's Man.